# NGC 3625
NGC 3625 (również PGC 34718 lub UGC 6348) – galaktyka spiralna z poprzeczką (SBb), znajdująca się w gwiazdozbiorze Wielkiej Niedźwiedzicy. Odkrył ją William Herschel 8 kwietnia 1793 roku.
W galaktyce tej zaobserwowano supernową SN 1983W.